# NGC 1686
NGC 1686 est une galaxie spirale vue par la tranche et située dans la constellation de l'Éridan. NGC 1686 a été découverte par l'astronome américain Francis Leavenworth en 1885.

## Caractéristiques
Sa vitesse par rapport au fond diffus cosmologique est de 5 684 ± 5 km/s, ce qui correspond à une distance de Hubble de 83,8 ± 5,9 Mpc (∼273 millions d'al).
À ce jour, huit mesures non basées sur le décalage vers le rouge (redshift) donnent une distance de 81,562 ± 10,171 Mpc (∼266 millions d'al), ce qui est à l'intérieur des valeurs de la distance de Hubble.
La classe de luminosité de NGC 1686 est II-III et elle présente une large raie HI.